# Echidnopsis angustiloba
Echidnopsis angustiloba är en oleanderväxtart som beskrevs av Eileen Adelaide Bruce och Bally. Echidnopsis angustiloba ingår i släktet Echidnopsis och familjen oleanderväxter. Inga underarter finns listade i Catalogue of Life.